# Carolina Ferni
Carolina Ferni  (Côme, 20 août 1839 - Milan, 4 juin 1926) est une violoniste et soprano italienne.

## Biographie

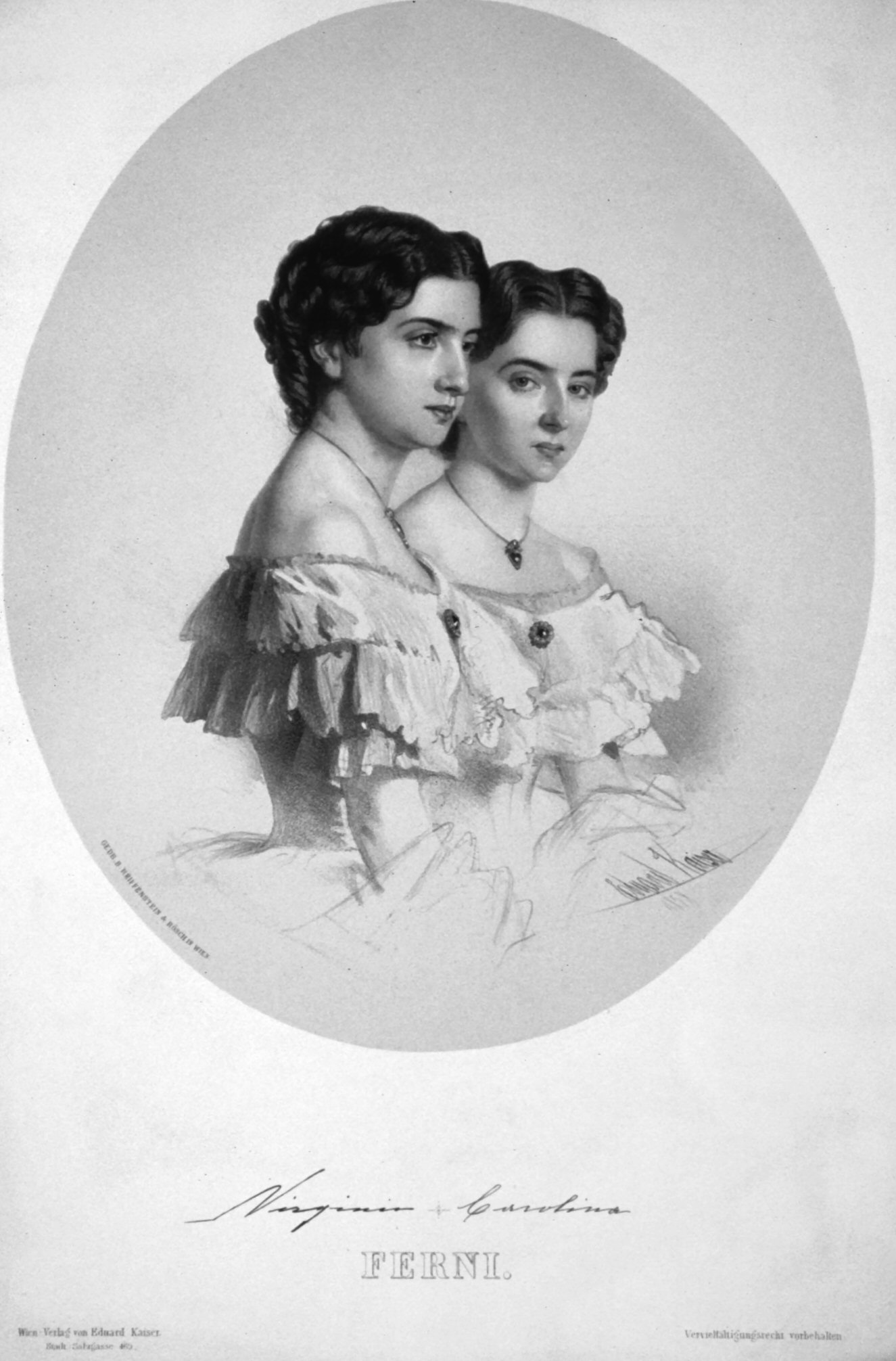
Les deux sœurs Carolina et Virginia

Jeune, elle est allée à Paris pour apprendre le violon auprès de Delphin Alard et Bériot, et plus tard à Bruxelles, auprès de Hubert Léonard, avec sa sœur cadette Virginia.
Au début des années 1850, les sœurs Ferni ont formé un duo qui s'est produit dans de nombreux théâtres européens, culminant lors du concert du 15 mai 1854 au Teatro Regio de Turin. "Le contraste du jeu de ces deux artistes est frappant : celui de Virginie exprime la douceur, la tendresse, la mélancolie qui se borne aux larmes et aux soupirs; tandis que Caroline est l'énergie même, la vigueur, la chaleur, la passion ardente."
Plus tard, Carolina a entrepris des études de chant auprès de la célèbre soprano Giuditta Pasta, ce qui lui a ouvert les portes pour une carrière de chanteuse d'opéra. Elle a fait ses débuts à l'opéra de Turin dans le rôle de Leonora de La favorite de Gaetano Donizetti. Elle a reçu des critiques élogieuses dans des œuvres comme Norma, Sappho de Giovanni Pacini, L'Africaine. Dans l'opéra d'Agostino Mercuri, Il Violino del Diavolo, elle jouait en tant que chanteuse et violoniste.
Elle s'est retirée de la scène en 1883, et a ouvert une école de chant à Milan, puis à Saint-Pétersbourg en Russie où elle est devenue professeur de chant au Théâtre Impérial, poste qu'elle a occupé pendant environ 34 ans.
Pendant un court laps de temps à Milan, elle a eu comme élèves Caruso, Eugenia Burzio et son fils Eugenio Giraldoni.
Carolina Ferni était l'épouse du baryton Leone Giraldoni et la mère d'Eugenio Giraldoni (1871-1924), lui aussi baryton. En 1900, Eugenio Giraldoni a créé le rôle du Baron Scarpia dans Tosca de Giacomo Puccini.